# Philippe Meyer (Leichtathlet)
Philippe Meyer (* 5. Januar 1950 in Villiers-sur-Marne, Département Val-de-Marne) ist ein ehemaliger französischer Mittelstreckenläufer, der sich auf die 800-Meter-Distanz spezialisiert hatte.
Bei den Leichtathletik-Europameisterschaften 1971 in Wien wurde er Achter. 1974 wurde er französischer und italienischer Hallenmeister und belegte bei den Leichtathletik-Halleneuropameisterschaften in Göteborg den sechsten Platz. 
1971 wurde er nationaler Vizemeister im Freien, 1972 in der Halle.
Seine persönliche Bestzeit von 1:46,6 min stellte er am 5. Juli 1972 in Colombes auf.